# Los Tanques
Los Tanques är en ort i Mexiko.   Den ligger i kommunen Huejotzingo och delstaten Puebla, i den sydöstra delen av landet, 80 km öster om huvudstaden Mexico City. Los Tanques ligger 2 228 meter över havet och antalet invånare är 102.
Terrängen runt Los Tanques är huvudsakligen platt, men västerut är den kuperad. Terrängen runt Los Tanques sluttar österut. Runt Los Tanques är det ganska tätbefolkat, med 108 invånare per kvadratkilometer. Närmaste större samhälle är Cholula, 16,7 km sydost om Los Tanques. Omgivningarna runt Los Tanques är en mosaik av jordbruksmark och naturlig växtlighet.